# Viktoriakorset
Viktoriakorset (VC) (engelska: Victoria Cross) är den högsta utmärkelse för tapperhet, som en brittisk militär (oavsett grad) kan erhålla. Den kan också tilldelas civila, som är under militärt befäl. Det är även den högsta utmärkelse som utdelas inom det brittiska utmärkelsesystemet. En person, som erhållit Viktoriakorset har i officiella sammanhang bokstäverna V.C. efter sitt namn. Sedan 1991 finns det ett särskilt Viktoriakors för Australien, sedan 1993 ett för Kanada och sedan 1999 ett för Nya Zeeland.

## Utseende
Viktoriakorset, som är gjutet i brons är 3,5 cm brett och bärs i ett 3,8 cm brett högrött band. Korset är tillverkat av metall från två kinesiska bronskanoner, enligt uppgift kanoner som erövrades från ryssarna vid Sevastopol; vissa historiker betvivlar att kanonerna varit vid Sevastopol. Korsets släpspänne var ursprungligen mörkt rött för armén och mörkt blått för marinen, men när RAF grundades 1918, ändrades färgen till mörkt rött för alla försvarsgrenar. Alla Viktoriakors är tillverkade av guldsmedsfirman Hancocks & Co i London.

## Bärande
Viktoriakorset bärs före alla andra ordenstecken, dekorationer och medaljer. Traditionen föreskriver att all militär personal oavsett grad hälsar först på den som bär Viktoriakorset. En general gör sålunda honnör för en vicekorpral med Viktoriakorset.

## Penningbelöning
Till Viktoriakorset är knutet en penningbelöning vilken 2015 är fastställd till GBP 10 000 skattefritt per år under mottagarens livstid.

## Mottagare
Korset utdelades första gången 29 januari 1856 av drottning Viktoria för tapperhet under Krimkriget 1854-55. Utmärkelsen har utdelats sammanlagt 1 356 gånger. Sedan andra världskrigets slut har den utdelats endast 15 gånger: fyra i Koreakriget, en i indonesisk-malaysiska konfrontationen 1965, fyra till australiensare i Vietnamkriget, två under Falklandskriget 1982, en i Irakkriget 2004, och tre i Afghanistankriget 2006, 2013 och 2015. Viktoriakorset för Australien har utdelats fyra gånger; för Nya Zeeland en gång; för Kanada ingen gång hittills. William Manley är den ende person som tilldelats både Viktoriakorset och Järnkorset; det förra som bataljonsläkare under de nyzeeländska krigen och det senare som ambulansläkare under det fransk-tyska kriget.

## Förlänad två gånger
Tre personer har förlänats Viktoriakorset två gånger:
- Kapten Noel Godfrey Chavasse, medicinalofficer, första världskriget
- Kapten Arthur Martin-Leake, medicinalofficer, andra boerkriget och första världskriget
- Kapten Charles Upham, infanteriofficer, andra världskriget